# Ludwig von Taubadel
Ludwig Adolph Heinrich Gottlieb von Taubadel (* 13. Juli 1786 in Buckowine im Landkreis Trebnitz; † 18. Februar 1826 in Kreuzburg, Landkreis Kreuzburg O.S., Provinz Schlesien) war ein preußischer Landrat.

## Leben

### Familie
Ludwig von Taubadel entstammte dem Adelsgeschlecht Taubadel. Er wurde auf dem väterlichen Rittergut als der älteste Sohn des Landrats im Kreuzburger Kreis Ernst Gottlieb von Taubadel (* 5. August 1753 in Kertschütz; † 20. Mai 1821 in Kreuzburg) und dessen Ehefrau Johanne Gottliebe (geb. von Jordan und Alt-Patschkau auf Schmardt) geboren.
1817 heiratete er Wilhelmine Amalie, die Tochter des Stiftsverwesers von Ferentheil-Gruppenberg in Bellmannsdorf bei Görlitz; gemeinsam hatten sie einen Sohn und zwei Töchter.
Ludwig von Taubadel wurde im Familiengrab auf dem Friedhof in Bischdorf im Landkreis Rosenberg O.S. beigesetzt.

### Werdegang
Nachdem Ludwig von Taubadel durch Hauslehrer unterrichtet worden war, besuchte er das Gymnasium in Brieg und später das Oelser Gymnasium in Oels. Anschließend immatrikulierte er sich an der Universität Halle, wo er Rechtswissenschaften und Kameralistik studierte.
Nach Beendigung des Studiums begann er als Referendar an der Kriegs- und Domänenkammer (KDK) in Breslau.
1813 trat er, nach dem Aufruf „An Mein Volk“ des preußischen Königs Friedrich Wilhelm III., als Leutnant und Adjutant in das 5. Schlesische Landwehr-Infanterie-Regiment ein und nahm an den Feldzügen im Kampf gegen Napoleon Bonaparte teil; er kehrte nach dem Friedensschluss 1814 in sein Amt bei der KDK Breslau zurück.
1814 wurde ihm durch die königliche Regierung in Breslau die interimistische Verwaltung des Landratsamtes im Kreuzburger Kreis übertragen. Nach der einstimmigen Wahl der Stände, die ihn zum Landrat beriefen, wurde die Wahl 1818 durch den König bestätigt.

### Berufliches Wirken
Ludwig von Taubadel übernahm als Landrat die Verwaltung des Kreuzburger Kreises mit einer hohen Schuldenlast aus den Kriegsjahren 1806 und 1807. Er ordnete anfangs die Geldgeschäfte des Kreises und brachte dadurch Vertrauen zu den Gläubigern und Schuldnern. Er ließ verfallene Landstraßen ausbessern und neue bauen, hierdurch wurden Handel und Gewerbe erleichtert.
In seiner Aufsicht und Förderung stand auch das Provinzialarmenhaus in Kreuzburg und das damit verbundene Institut zur Erziehung verlassener Kinder.